# Ізабель Леонард
Ізабель Леонард (англ. Isabel Leonard; 18 лютого 1982, Нью-Йорк, США) — американська оперна співачка (сопрано).

## Біографія
Джанай Брюггер народилася 18 лютого 1982 року у Нью-Йорку. Закінчила Джульярдську школу.